# Noi che ci amiamo
Noi che ci amiamo, (Our Very Own) è un film del 1950, diretto da David Miller. Il film è stato candidato per l'Oscar al miglior sonoro del 1951. 